# Rondeau (poésie)
Pour les articles homonymes, voir Rondeau.
Pour un article plus général, voir Poème à forme fixe.

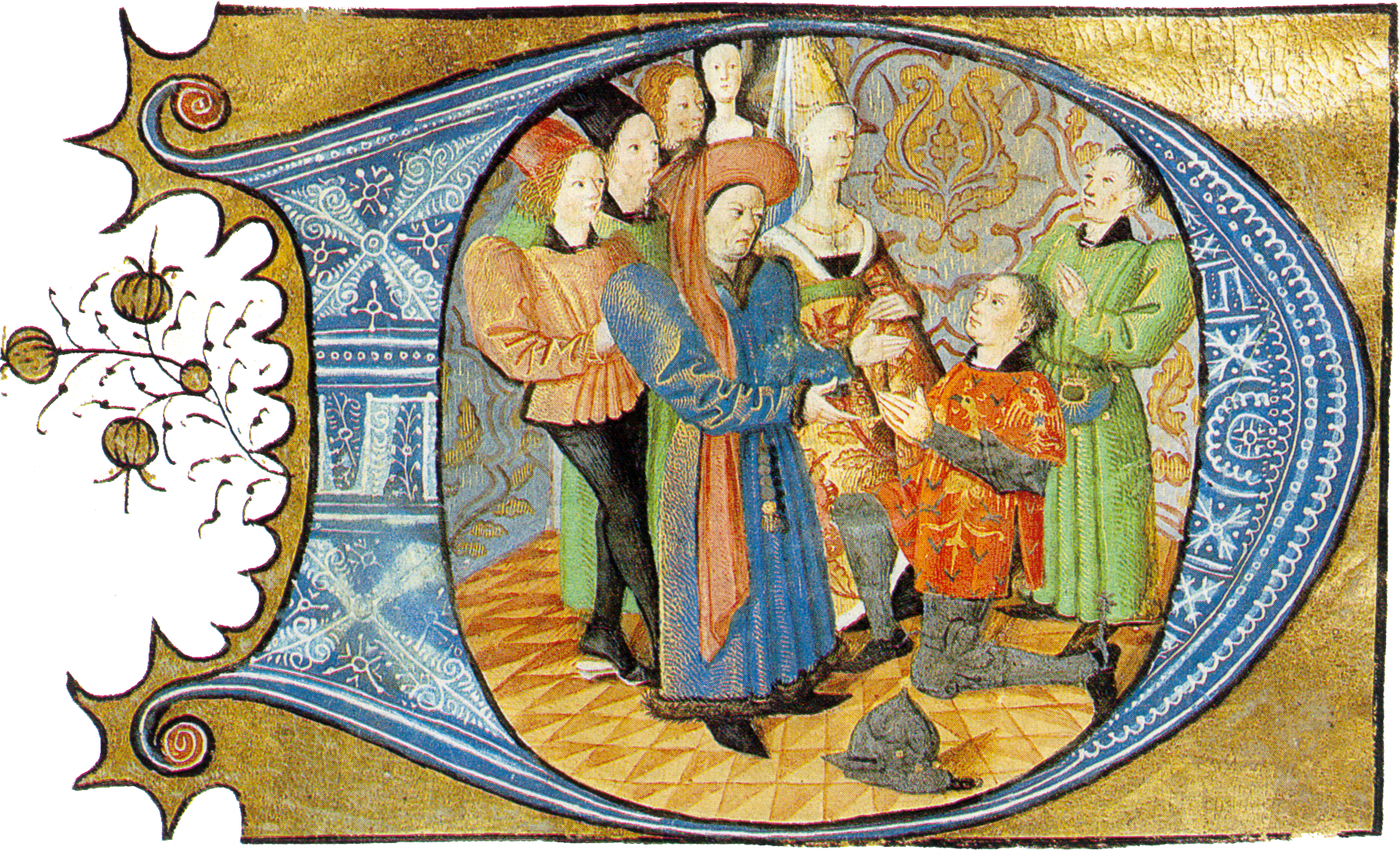
Charles d'Orléans. Lettrine ornée, XVe siècle, Paris, Archives nationales.

Le rondeau est un poème à forme fixe ancien comportant trois strophes isométriques construites sur deux rimes, avec des répétitions obligées et se fermant sur lui-même ce qui est à l'origine de son nom. 
Lié à l'origine à la chanson et à la musique, le rondeau est léger et souvent badin. C'est une forme souple et virtuose qui utilise surtout l'octosyllabe et parfois le décasyllabe en tercet, quatrain ou quintil, et qui présente diverses dispositions aux dénominations pas toujours éclairantes.

## Historique

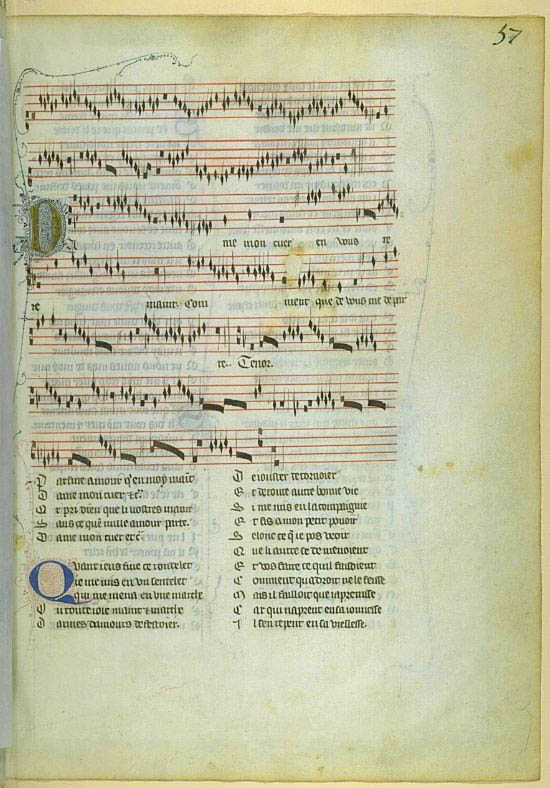
Page manuscrite de Dame, mon cuer en vous remaint, rondeau à trois voix de Guillaume de Machaut.

On trouve d'abord le rondeau originel dit « rondel simple » qui apparaît au XIIIe siècle et est utilisé par Adam de la Halle (1240-1287) (ex. Je muir, je muir d'amorete) et Guillaume de Machaut (1300-1377)  (ex. Dame, mon cuer en vous remaint) : composé de 7 ou 8 vers avec refrains, il est appelé « triolet» depuis la fin du XVIe siècle.
Apparu au XIIIe siècle et modifié aux XVe et XVIe siècles, il est rejeté par la Pléiade et ne perdure guère au-delà du XVIIe siècle.
Dans la période moderne, le terme « rondeau » s'applique à un poème plus long dont les règles ont évolué au XVe siècle.

## Exemples

### La Louange des dames
La Louange des dames est un rondeau de Guillaume de Machaut :
Quant je me depart dou manoir

Ou ma treschiere dame maint,

Mon cuer li convient remanoir,

Quant je me depart dou manoir.

Et Quant senz cuer m'estuet manoir,

Attains sui de mort, se ne maint,

Quant je me départ dou manoir,

Ou ma treschiere dame maint.
— Guillaume de Machaut

### Les nobles triolets
Les nobles Triolets est un rondeau de Saint-Amant :
Pour construire un bon Triolet,

Il faut observer ces trois choses :

Sçavoir, que l'air en soit follet;

Pour construire un bon Triolet,

Qu'il rentre bien dans le rolet,

Et qu'il tombe au vrai lieu des poses;

Pour construire un bon Triolet,

Il faut observer ces trois choses.

[...]
— Saint-Amant (1594-1661)

## Le «rondeau ancien»
Appelée aussi « rondeau double » ou « rondel », cette forme illustrée en particulier par Charles d'Orléans au milieu du XVe siècle comporte trois strophes isométriques sur deux rimes avec refrain complet.
La forme la plus notable est le « rondeau à quatrains »  de 13 vers regroupés en deux quatrains suivis d'un quintil. Le premier quatrain est en rimes embrassées, le deuxième quatrain est en rimes croisées et reprend comme deux derniers vers (vers 7 et 8) les deux premiers vers de la première strophe. La troisième strophe de cinq vers est en fait un quatrain aux rimes embrassées complété par la reprise du premier vers de la première strophe. 

### Exemples
- François Villon : « Mort, j'appelle de ta rigueur » (LAY OU PLUSTOST RONDEAU)[5] ou « Au retour de dure prison » (Lays)[6].

Mort, j'appelle de ta rigueur,

Qui m'as ma maîtresse ravie,

Et n'es pas encore assouvie

Si tu ne me tiens en langueur :

Onc puis n'eus force ni vigueur ;

Mais que te nuisait-elle en vie,

Mort ? [j'appelle de ta rigueur,

Qui m'as ma maîtresse ravie.]

Deux étions et n'avions qu'un cœur ;

S'il est mort, force est que dévie,

Voire, ou que je vive sans vie

Comme les images, par cœur,

Mort ! [j'appelle de ta rigueur.]
— François Villon, GRANT TESTAMENT, LAY OU PLUSTOST RONDEAU
- Charles d'Orléans : « Yver, vous n'estes qu'un villain »[7], « Le temps a laissé son manteau ».

Le temps a laissé son manteau

De vent, de froidure et de pluie,

Et s'est vêtu de broderie

De soleil luisant, clair et beau.

Il n’y a bête ni oiseau

Qu'en son jargon ne chante ou crie :

« Le temps a laissé son manteau

De vent, de froidure et de pluie ! »

Rivière, fontaine et ruisseau,

Portent, en livrée jolie,

Gouttes d’argent d’orfèvrerie ;

Chacun s’habille de nouveau :

Le temps a laissé son manteau.
— Charles d'Orléans

### Variantes
Il existe des variantes comme le « rondeau à cinquains » de 21 vers : quintil - sizain - quintil suivi de la répétition du premier quintil du poème, soit 21 vers (AABBA aabAAB aabba AABBA). 
Parfois les copies ne présentent pas la même mise en page ni la réécriture entière du refrain, ce qui est peut-être l'origine du « rentrement », refrain réduit du rondeau nouveau. 
Forme ancienne, le rondel a connu quelques « surgeons » au XIXe siècle comme  chez Tristan Corbière  (1845-1875) Rondel « Il fait noir, enfant, voleur d'étincelles ! », Théodore de Banville Rondels (recueil 1875) « Sois le bienvenu, rouge automne » ; Mallarmé : Rondel (1885) « Fée au parfum subtil de foin » ; Edmond Haraucourt : Rondel de l’Adieu « Partir, c’est mourir un peu, » (1891) ou encore Jules Laforgue Rondel sur ses mains « Oh ! baiser ses petites mains, ».

## Le «rondeau nouveau»
La fin du XVe siècle invente le « rondeau nouveau » (dit aussi « rondeau commun » ou « rondeau classique » ou encore « rondeau à rentrement » à cause de son refrain particulier) : il comporte 13 vers sur deux rimes redoublées (8 masculines/5 féminines ou l'inverse) formant un quintil, un tercet et un dernier quintil avec un refrain tronqué. La 2e et la 3e strophe sont complétées par une reprise appelée « rentrement » formée du premier mot ou du premier hémistiche du premier vers (cette reprise ne comptant pas pour un vers). Cette forme de rondeau prédomine chez Clément Marot et au XVIIe siècle (Vincent Voiture – La Fontaine), elle est résiduelle ensuite. 

### Exemples
- Clément Marot : « Au bon vieux temps » (De l'amour du siècle antique)[9] ou « Dedans Paris, ville jolie » (De sa grande amie)[10] :

Dedans Paris, ville jolie,

Un jour, passant mélancolie,

Je pris alliance nouvelle

À la plus gaie damoiselle

Qui soit d'ici en Italie.

D'honnêteté elle est saisie,

Et crois, selon ma fantaisie

Qu'il n'en est guère de plus belle

Dedans Paris.

Je ne vous la nommerai mie,

Sinon que c'est ma grand amie;

Car l'alliance se fit telle

Par un doux baiser que j'eus d'elle,

Sans penser aucune infamie

Dedans Paris.
— Clément Marot, De sa grande amie
- Alfred de Musset : « Fut-il jamais douceur de cœur pareille »[11],[12] :

Fut-il jamais douceur de cœur pareille

À voir Manon dans mes bras sommeiller ?

Son front coquet parfume l'oreiller ;

Dans son beau sein j'entends son cœur qui veille.

Un songe passe, et s'en vient l'égayer.

Ainsi s'endort une fleur d'églantier,

Dans son calice enfermant une abeille.

Moi, je la berce ; un plus charmant métier

Fut-il jamais ?

Mais le jour vient, et l'Aurore vermeille

Effeuille au vent son bouquet printanier.

Le peigne en main et la perle à l'oreille,

À son miroir Manon court m'oublier.

Hélas ! l'amour sans lendemain ni veille

Fut-il jamais ?
— Alfred de Musset

## Le «rondeau redoublé»
Il existe aussi au XVIe siècle le « rondeau redoublé » (ou « rondeau parfait »), pièce de vingt-quatre vers, disposés en six quatrains avec une reprise subtile des vers du premier quatrain dans les quatre suivants. « Les quatre vers du premier quatrain font l'un après l'autre le dernier vers des autres quatrains ; le sixième de ces quatrains doit être suivi de la répétition du premier mot ou de l'hémistiche du premier vers de l'ouvrage ». 

### Exemples
- De Clément Marot - Rondeau parfait - « A ses Amis après sa délivrance »[14] :

En liberté maintenant me promène,

Mais en prison pourtant je fus cloué;

Voilà comment Fortune me démène:

C'est bien et mal. Dieu soit du tout loué.

Les envieux ont dit que le Noué

N'en sortirais; que la mort les emmène!

Malgré leurs dents le nœud est dénoué:

En liberté maintenant me promène.

Pourtant, si j'ai fâché la Cour Romaine,

Entre méchants ne fus onc alloué:

De bien famés j'ai hanté le domaine,

Mais en prison pourtant je fus cloué.

Car aussitôt que fus désavoué

De celle-là qui me fut tant humaine,

Bientôt après à saint Pris fus voué;

Voilà comment Fortune me démène.

J'eus à Paris prison fort inhumaine;

À Chartres fus doucement encloué;

Maintenant vais où mon plaisir me mène:

C'est bien et mal. Dieu soit du tout loué.

Au fort, amis, c'est à vous bien joué,

Quand votre main hors du pair me ramène.

Écrit et fait d'un cœur bien enjoué,

Le premier jour de la verte semaine,

En liberté.
— Clément Marot
- Jean de La Fontaine[15]

Qu'un vain scrupule à ma flamme s'oppose,

Je ne le puis souffrir aucunement,

Bien que chacun en murmure et nous glose;

Et c'est assez pour perdre votre amant.

Si j'avais bruit de mauvais garnement,

Vous me pourriez bannir à juste cause;

Ne l'ayant point, c'est sans nul fondement

Qu'un vain scrupule à ma flamme s'oppose.

Que vous m'aimiez, c'est pour moi lettre close;

Voire on dirait que quelque changement

A m'alléguer des raisons vous dispose:

Je ne le puis souffrir aucunement.

Bien moins pourrais vous conter mon tourment,

N'ayant pas mis au contrat cette clause;

Toujours ferai l'amour ouvertement,

Bien que chacun en murmure et nous glose.

Ainsi s'aimer est plus doux qu'eau de rose:

Souffrez-le donc, Philis, car, autrement,

Loin de vos yeux je vais faire une pose,

Et c'est assez pour perdre votre amant.

Pourriez-vous voir ce triste éloignement?

De vos faveurs doublez plutôt la dose.

Amour ne veut tant de raisonnement:

Ce point d'honneur, ma foi, n'est autre chose

Qu'un vain scrupule.
— Jean de La Fontaine

## Variantes
On trouve des formes dérivées de ce rondeau redoublé, par exemple chez Baudelaire (Réversibilité – Le Balcon). 
Il existe des variantes nombreuses de rondeau, parfois avec des dénominations particulières comme « rondelet » (usité dans la poésie anglaise). La qualification de rondeau est d'ailleurs parfois délicate (en concurrence avec lai : ex. Villon « Au retour de dure prison », ou chanson ex. Ch. d'Orléans, Chanson XIX « Ma Dame, tant qu'il vous plaira »). 
- Rondeau simple (triolet): AB aA ab AB.
- Rondeau tercet: ABB abAB abb ABB.
- Rondeau quatrain: ABBA abAB abba ABBA.
- Rondeau cinquain: AABBA aabAAB aabba AABBA.

## Mise en musique
Le rondeau par sa structure de chanson a été associé à la musique et chanté jusqu'au XVe siècle.
D'origine lyrico-chorégraphique et devenu forme poético-musicale, le rondeau est traité polyphoniquement dès le XIIIe siècle par Adam de la Halle ( Je muir, je muir d'amorete) et Jehan de Lescurel. De tous les genres à forme fixe, c'est celui que les musiciens mettront le plus longtemps en musique (jusqu'à la fin du XVe siècle). De plus, le rondeau deviendra, au tournant du XVe siècle, la forme musicale de prédilection (au détriment de la ballade et du virelai) dans la musique profane. Sa forme est la suivante :
Quelques musicologues s'intéressent à plusieurs caractéristiques communes au rondeau et au répons bref en grégorien, notamment sa structure. Ils pensent qu'il est possible que l'origine du rondeau soit ce chant liturgique.
Bien plus tard (au XVIIe siècle) et sans lien avec le rondeau médiéval, une forme instrumentale apparaît qui va également porter le nom de rondeau. Il est employé dans la musique française instrumentale (et vocale mais de manière plus rare) des XVIIe et XVIIIe siècles, par exemple Rondeau pour la Gloire dans l'opéra Alceste de Jean-Baptiste Lully. L'orthographe italienne « rondo » l'a emporté sur celle du français « rondeau » à partir du XVIIIe siècle et de nos jours il est d'usage d'employer cette orthographe pour distinguer la forme instrumentale du rondeau médiéval.